# PsySex
PsySex är en israelisk duo som producerar goatrance. Gruppen har släppt fem album: Expressions of Rage (1999), Hardcore Blastoff (2001), Come in Peace (2003), Remixed (2005) och Healing (2008). Utöver albumen så förekommer gruppens låtar även på en rad musiksamlingar. PsySex är även kända under namnet Children of the Doc.